# Corinne Lepage

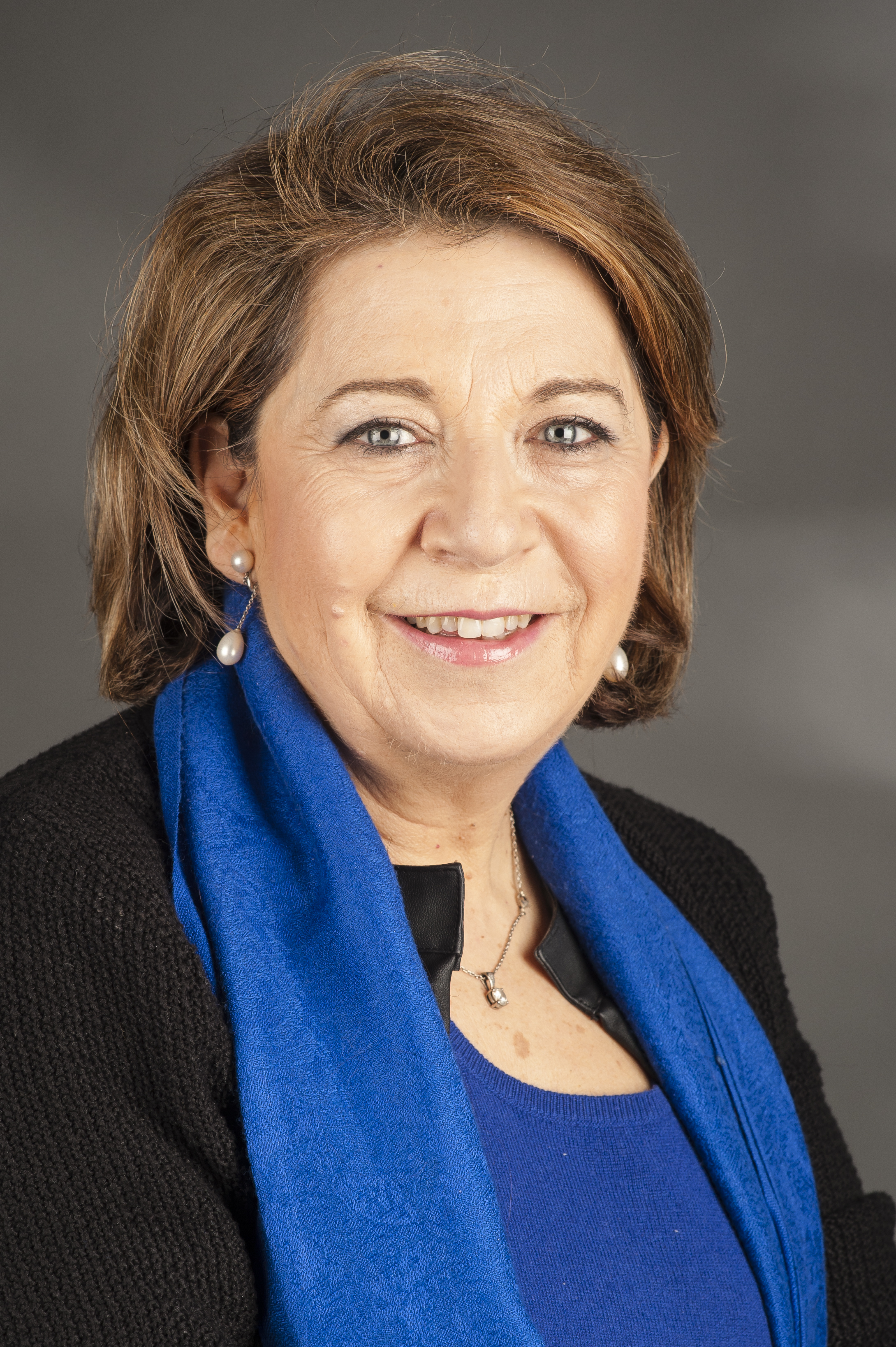
Corinne Lepage (2014)

Corinne Dominique Marguerite Lepage (ur. 11 maja 1951 w Boulogne-Billancourt) – francuska polityk, była minister środowiska, liderka partii CAP21.

## Życiorys
Absolwentka m.in. Instytutu Nauk Politycznych w Paryżu. Ukończyła studia prawnicze i politologiczne, uzyskała stopień naukowy doktora nauk prawnych, specjalizując się w zakresie prawa publicznego. Zajęła się działalnością naukową jako nauczyciel akademicki w Sciences-Po i na Uniwersytecie w Paryżu. Otworzyła też wraz z mężem firmę zajmującą się rozwojem ekologii.
W latach 1989–2001 pełniła funkcję zastępcy mera Cabourga (od 1995 na stanowisku pierwszego wiceburmistrza). W okresie 1995–1997 sprawowała urząd ministra środowiska w drugim rządzie Alaina Juppé.
W 1996 założyła ruch o nazwie CAP21. W 2000 na jej bazie powołała centrową i proekologiczną partię polityczną. Corinne Lepage wystartowała w wyborach prezydenckich w 2002, uzyskując około 1,9% głosów w pierwszej turze. W 2007 wsparła kandydaturę François Bayrou na urząd prezydenta, następnie wraz ze swoim ugrupowaniem przyłączyła się do Ruchu Demokratycznego. W 2008 została wiceprzewodniczącą MoDem. Rok później uzyskała mandat deputowanej do Parlamentu Europejskiego, który sprawowała do 2014. W tym samym roku została przewodniczącą partii Le Rassemblement citoyen – Cap21, powstałej z przekształcenia jej dotychczasowego ugrupowania. W wyborach prezydenckich w 2017 poparła kandydaturę Emmanuela Macrona.
W 2021 objęła funkcję współprzewodniczącego formacji Cap écologieS współtworzonej przez jej dotychczasową partię; w 2022 partia CAP21 pod jej kierownictwem powróciła do samodzielnej działalności.

## Wybrane publikacje
- Corinne Lepage: On ne peut rien faire, Madame le ministre…. Paryż: Albin Michel, 1998, s. 302. ISBN 978-2-226-09960-0.
- Corinne Lepage: La vérité vérité sur le nucléaire. Le choix interdit. Paryż: Albin Michel, 2011, s. 240. ISBN 978-2-226-23067-6.
- Corinne Lepage: La vérité sur les OGM, c’est notre affaire!. Paryż: Éditions Charles Léopold Mayer, 2012, s. 128. ISBN 978-2-84377-172-9.
- Corinne Lepage: Les mains propres: plaidoyer pour la société civile au pouvoir. Paryż: Autrement, 2014, s. 183. ISBN 978-2-7467-4059-4.
- Corinne Lepage: À bout de confiance. Paryż: Autrement, 2017, s. 240. ISBN 978-2-7467-4658-9.